# Ilyés Ferenc
Ilyés Ferenc (Székelyudvarhely, 1981. december 20. –) magyar válogatott kézilabdázó, 2023-tól a Magyar Kézilabda Szövetség elnöke.

## Pályafutása
1981. december 20-án született a romániai Székelyudvarhelyen. Itt kezdett el kézilabdázni a helyi csapatban. Szegedre való igazolása után 2002-ben
Makón játszott fél évig kölcsönben. 2007-ben hétévnyi szegedi játék után az MKB Veszprém KC csapatához igazolt. 2009–2011-ig a német TBV Lemgo csapatát erősítette.2011. januárban rövid időre ismét Veszprémbe érkezett, majd eltöltött egy szezont Lengyelországban a Wisla Plock csapatában. 2013-2016-ig ismét a Pick Szeged játékosa volt. 2016-tól Tatabányán folytatta pályafutását, a 2021-es szezon végén innen vonult vissza. Továbbra is a tatabányai klub kötelékében segíti a csapat munkáját, és tiszteletére a 18-as mezszámot visszavonultatják.
A szegedi csapattal egy magyar bajnoki, egy magyar kupa és egy EHF kupa címet nyert, veszprémiként 2 bajnoki és egy kupa győzelemig, valamint KEK győzelemig jutott, míg a német Lemgo csapatával szintén EHF kupát nyert. 
Első válogatott mérkőzését 2003. december 27-én játszotta Csehország ellen. Válogatott játékosként 2012-ben olimpiai 4. helyezett.
2023. április 14-én a Magyar Kézilabda Szövetség elnökévé választották.

## Edzői
- Nevelőedzője: Bakó Lajos
- Felnőtt edzői: Giricz Sándor, Kővári Árpád, Dragan Djukic, Kovács Péter, Zoran Kurtes, Vladan Matic, Mocsai Lajos, Juan Carlos Pastor

## Eredményei
- Eredményei klubcsapatokban: Magyar Kupa-győztes (2006, 2009), Magyar Bajnok (2007, 2008, 2009), Kupagyőztesek Európa Kupája-győztes (2008), EHF-kupa-győztes (2010, 2014)
- Eredményei a válogatottban: olimpiai 4. (2004), Vb-5. (2009). Vb-7. (2011),Eb-9. (2004),Eb-13. (2006), Világkupa-7.(2004). Olimpiai 4. (2012)

## Díjai, elismerései
- Magyar Arany Érdemkereszt (2012)

## Civil élet
- Nyelvtudás: román, angol, német
- Iskolai végzettség: főiskola, pedagógia szak

## További információk

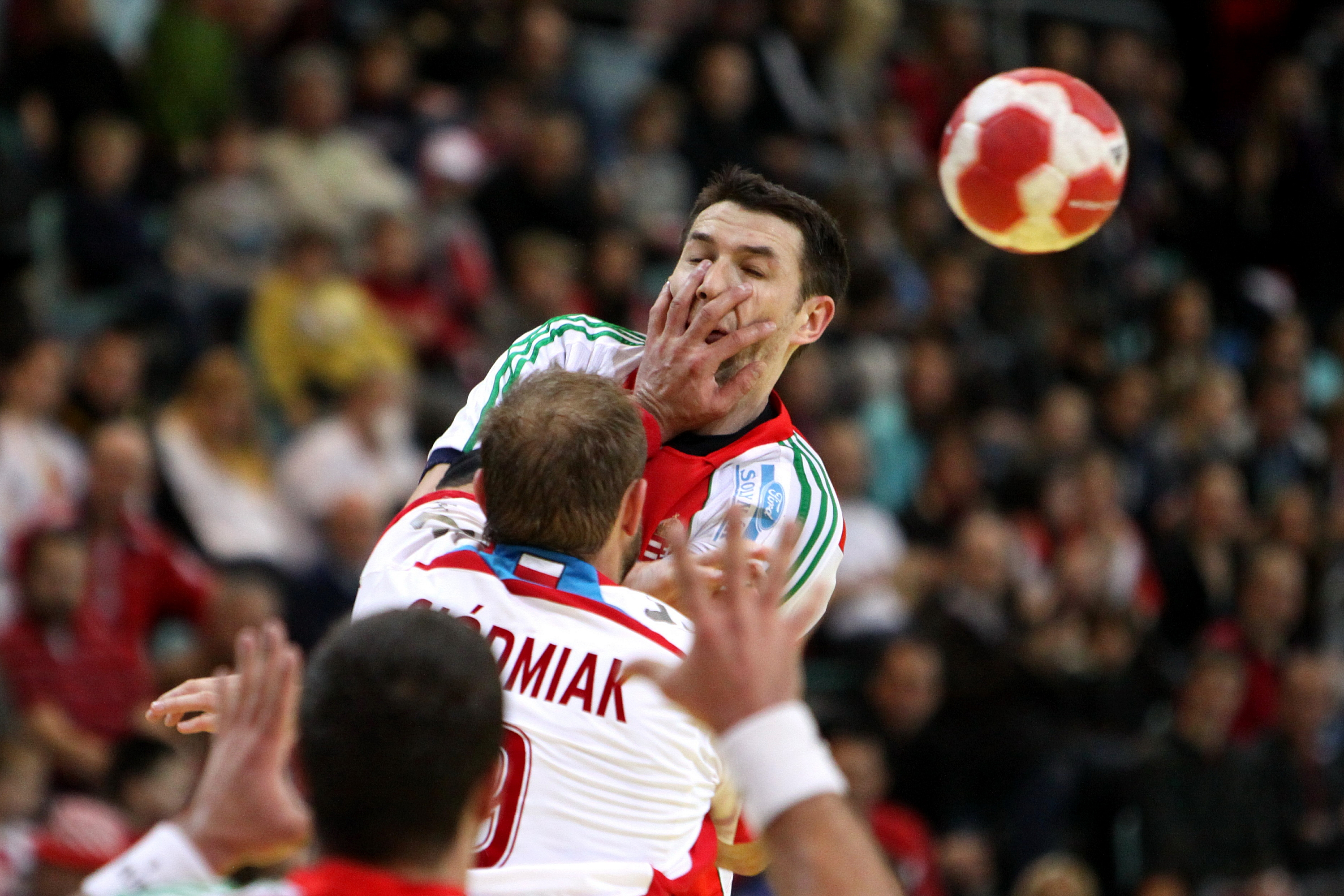
Ilyés Ferenc vs. Artur Siódmiak

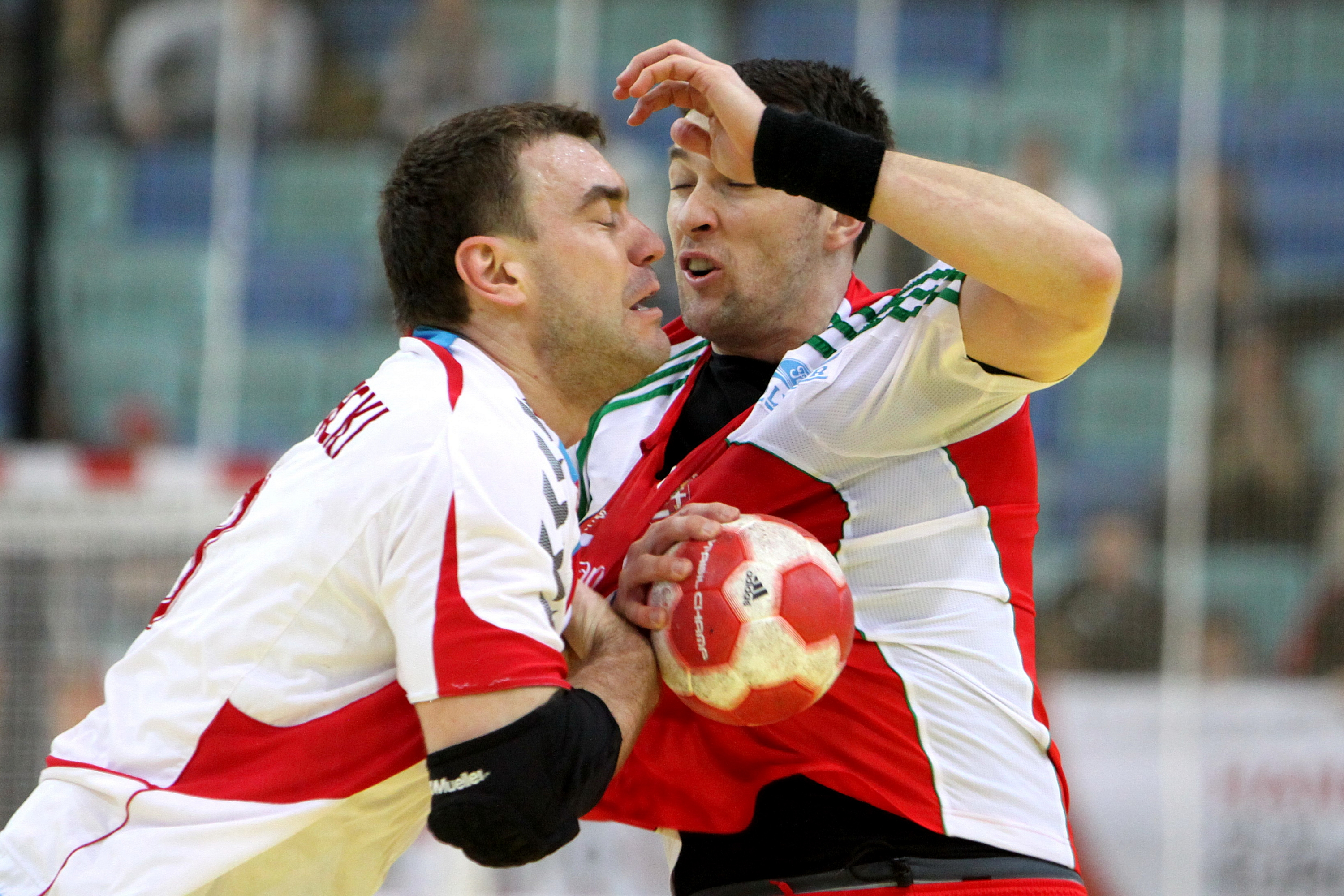
Ilyés Ferenc vs. Bartosz Jurecki (POL)